# 旅顺工科大学校长旧居
旅顺工科大学校长旧居，位于辽宁省大连市旅顺口区光荣街道五四街11号，现由部队出租使用，已列为辽宁省文物保护单位。

## 历史
旅顺工科大学校长故居建于沙俄时期，1927年-1945年，旅顺工科大学校长井上禧之助、野田清一郎、安达祯先后入住此楼。1945年苏军接管后改为驻军家属住宅。

## 建筑
旅顺工科大学校长故居为俄式二层建筑，占地面积340平方米，建筑面积910平方米。

## 保护
2014年10月，旅顺工科大学校长旧居公布为第九批辽宁省文物保护单位，编号9-166。